# Eesti Päevaleht
Eesti Päevaleht – estoński dziennik wydawany w języku estońskim. Został założony w 1995 roku. 